# 야마모토 히카루
야마모토 히카루(Hikaru Yamamoto, 1991년 2월 28일 ~ )는 일본의 배우이자 작사가이자 그라비아 아이돌 이다.
오사카부에서 태어났다. 소속사는 트윈 플래닛 엔터테인먼트.

## 방송
- 과수연의 여자 18
- 과수연의 여자 17
- 과수연의 여자 16
- 과수연의 여자 15
- 과수연의 여자 14